# Liste der Naturdenkmale in Nohfelden
Die Liste der Naturdenkmale in Nohfelden nennt die auf dem Gebiet der Gemeinde Nohfelden im Landkreis St. Wendel im Saarland gelegenen Naturdenkmale.

## Naturdenkmale
| Bild | Bezeichnung      | Ort                                            | Beschreibung                                                                                | Art | Nr.                            |
| ---- | ---------------- | ---------------------------------------------- | ------------------------------------------------------------------------------------------- | --- | ------------------------------ |
| BW   | Buchwald-Lärchen | Nohfelden 49° 34′ 14,2″ N, 7° 8′ 27,6″ O)      | Lärchengruppe im Buchwald bei Höhe 385,4. Etwa 500 m südlich des Erholungsheimes            |     | ND-009-WND-NOH (ex: D 2.02.01) |
| BW   | Weißfels         | Nohfelden Eisen 49° 37′ 46,2″ N, 7° 2′ 1,7″ O) | im Wald nordwestlich von Eisen, bei Höhe 623,8 in der Verlängerung des Weges zum Sportplatz |     | ND-010-WND-NOH (ex: D 2.02.02) |

## Ehemalige Naturdenkmale
Vor der Neuverordnung durch den Landkreis St. Wendel im Juni 2005 gab es in Nohfelden noch 9 Naturdenkmale.